# Пристава (Тржич)
Пристава (словен. Pristava) је насељено место у општини Тржич, Горењска регија, Словенија.

## Историја
До територијалне реорганизације у Словенији била је у саставу старе општине Тржич.

## Становништво
У попису становништва из 2011. године, Пристава је имала 911 становника.
| Број становника према пописима | Број становника према пописима | Број становника према пописима |
| ------------------------------ | ------------------------------ | ------------------------------ |
| 1991                           | 2002                           | 2011                           |
| 848                            | 912                            | 911                            |